# دمیس روسس
آرتمیوس «دمیس» ونتوریس روسوس معروف به دمیس روسس (به یونانی: Ντέμης Ρούσος)‎؛ (۱۵ ژوئن ۱۹۴۶ – ۲۵ ژانویه ۲۰۱۵) خواننده و نوازنده یونانی بود. وی شهرتش را پس از مطرح شدن به عنوان موزیسین اصلی در خلق موسیقی‌های معروف ونگلیس و به عنوان نوازنده سولو در اجراهای بین‌المللی و آثار ضبط شده طی دهه‌های شصت و هفتاد، به‌دست‌آورد. از وی بیش از ۴۰ میلیون آلبوم در سراسر جهان به فروش رسیده است.

## تولد
روسس در ۱۵ ژوئن ۱۹۴۶ در اسکندریه، مصر به دنیا آمد.

## نوازندگی
پس از اقامت در یونان، روسس فعالیت خود را در برخی از گروه‌های موسیقی آغاز نمود، از جمله هنگامی که ۱۷ ساله بود، کار خود را با «ایدولز» آغاز نمود و این زمانی بود که با «اوانگلوس پاپاتاناسیو» (که بعدها به عنوان ونگلیس شناخته شد)، و «لوکاس سیدراس» ملاقات نمود. ملاقاتی که به شکل‌گیری گروه بچهٔ آفرودیت انجامید و روسس طی سال‌های ۱۹۶۷ تا ۱۹۷۲ در آن عضویت داشت. وی سپس به «ما پنج نفر» (که غیر از گروه راک فولکلوریکی است که به همین نام در سان فرانسیسکو، فعالیت می‌کرد)، پیوست. فعالیت این گروه با موفقیت محدودی در یونان مواجه گردید.
در سال ۱۹۶۸ به گروه راک تکامل یافتهٔ بچهٔ آفرودیت پیوست، و دوباره در کنار «ونگلیس» و «لوکاس سیدراس» قرار گرفت. پس از ملحق شدن به این گروه، وی در ابتدا به عنوان خواننده با آن‌ها کار می‌کرد، اما بعدها به نواختن گیتار باس نیز پرداخت. فعالیت وی در این گروه به دستیابی به موفقیت تجاری در فرانسه و اروپا طی سال‌های ۱۹۶۸ تا سال ۱۹۷۲ منجر گردید. مشخصهٔ سبک آوازی او که به آواز اپرا بسیار شبیه است، به او کمک کرد، تا این گروه را به سمت شهرت و معروفیت بین‌المللی، سوق بدهد. این مشخصه به ویژه در آخرین آلبوم وی: ۶۶۶، که به یکی از پیشرفته‌ترین نمونه‌های راک کلاسیک در جهان تبدیل شد، شاخص است.

## روسس در ایران
وی همچنین در سال ۱۳۵۵ به تهران سفر کرد.

## ربوده شدن
در تاریخ ۱۴ ژوئن ۱۹۸۵، پرواز شمار ۸۴۷ شرکت هواپیمایی تی دبلیو اِی، که دمیس روسس یکی از مسافران آن بود، توسط حزب‌الله لبنان ربوده‌شد. حزب‌الله چهار روز بعد او را در بیروت آزاد کرد.
روسوس دربارهٔ گروگان‌گیرها گفته بود: «آن‌ها با من مهربان بودند و به‌من علاقه داشتند».

## درگذشت
دمیس روسس ۲۶ ژانویه ۲۰۱۵ در ۶۸ سالگی در آتن درگذشت.

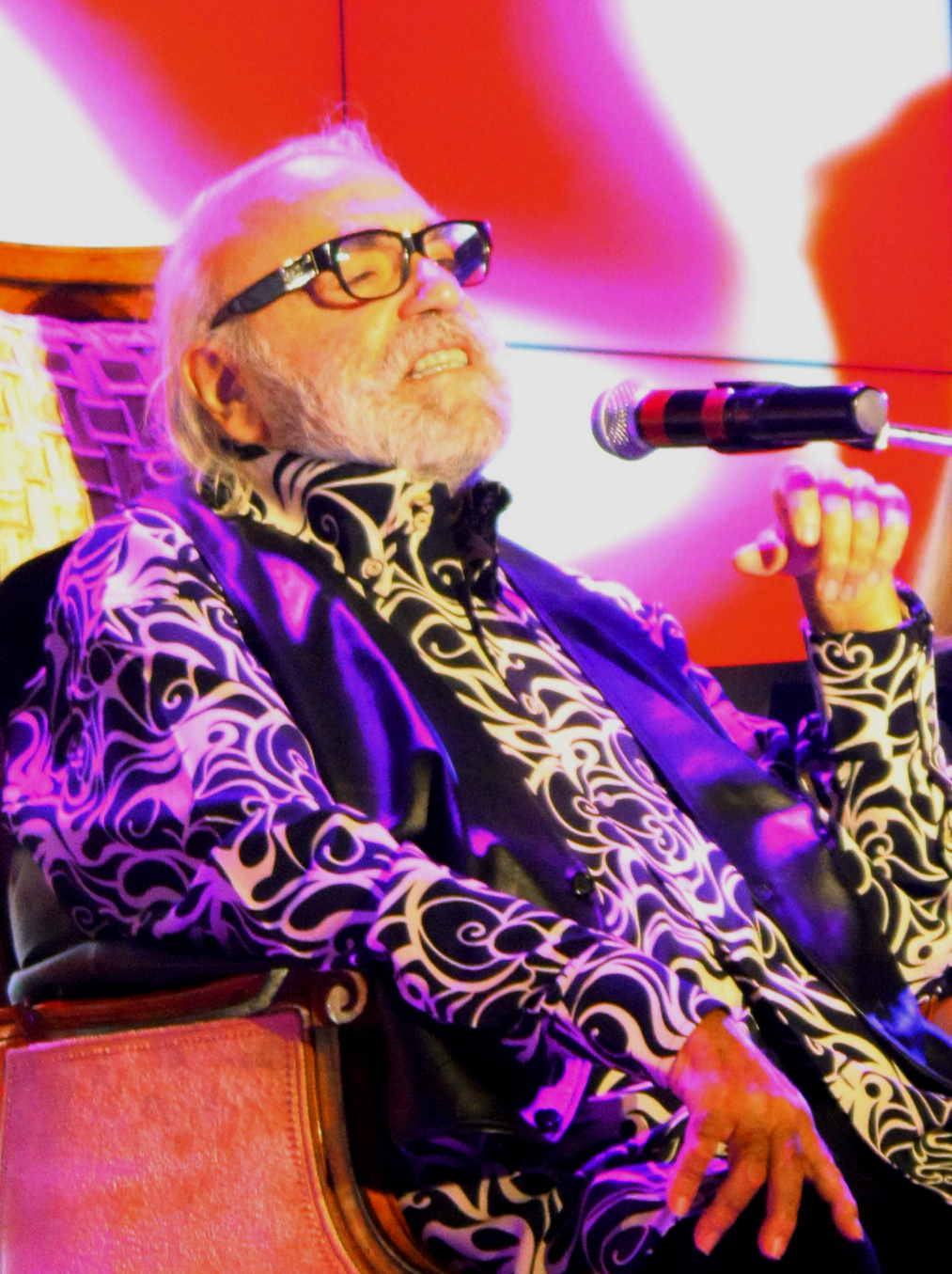
دمس روسوس در سال ۲۰۱۴